# Cerecinos del Carrizal
Cerecinos del Carrizal es un municipio español perteneciente a la comarca de Tierra del Pan, en la provincia de Zamora, comunidad autónoma de Castilla y León.

## Topónimo
Cerecinos podría proceder de la palabra latina ceres es decir, lugar donde se cosechan cereales, al que se le habría añadido en plural el diminutivo leonés -ino, dando como resultado cerecinos. No obstante, también podría proceder del árbol cerezo con dicho diminutivo leonés aparejado, aunque esta opción parece más improbable, ya que debería haberse llegado al actual topónimo a través de la voz cerezal, derivando desde cerezalinos a cerecinos. 

## Historia
Los primeros asentamientos humanos del término datan de época romana, de la cual se han encontrado restos de asentamientos en varios parajes del término municipal, como en el "Regato los Pajarinos", en “Valdelasierna” y en “El Charco del Buey”.
No obstante, su emplazamiento actual o fundación se debe relacionar con la repoblación efectuada en la Edad Media por los reyes leoneses, que poblaron Cerecinos con gentes llegadas del norte peninsular, con objeto de asegurar sus posiciones en las cercanías del río Duero.
La primera mención escrita de la localidad data del año 1153, cuando se recoge a Cerecinos como feudatario del monasterio de San Martín de Castañeda. Años más tarde, en 1183, el rey Fernando II de León otorgó la localidad a la Orden de San Juan y a su comendador Pedro González.
Bañado por el río Salán, hoy denominado río Salado, ha sido un pueblo de rancia tradición vinatera, con multitud de bodegas excavadas en tierra. A partir del siglo XIX, y debido a la plaga de la filoxera, desaparececen las viñas y desde entonces la agricultura pasó a ser la principal actividad de Cerecinos.
Con la creación de las actuales provincias en la 1833, Cerecinos del Carrizal quedó encuadrado en la provincia de Zamora, dentro de la Región Leonesa.

## Geografía humana

### Demografía
Cuenta con una población de 108 habitantes (INE 2024).
| Gráfica de evolución demográfica de Cerecinos del Carrizal entre 1842 y 2021                                          |
| |
| Población de derecho según los censos de población del INE. Población de hecho según los censos de población del INE. |

## Símbolos
El escudo y la bandera municipal fueron aprobados por el pleno del ayuntamiento de Cerecinos del Carrizal en su sesión del 3 de diciembre de 2004. El escudo heráldico del municipio se representa conforme a la siguiente descripción textual o blasón:

Escudo medio partido y cortado. 1.º de oro, haz de tres espigas de sinople. 2.º de azur, paloma de plata. 3.º de sinople, tres cañas de oro, puestas en faja sobre ondas de plata y azur. Al timbre corona real cerrada.

La descripción textual de la bandera es la que sigue:

Bandera rectangular de proporciones 2:3, formada por dos franjas verticales en proporciones 1/3 y 2/3, siendo azul con una paloma blanca la del asta y cinco franjas horizontales iguales tres verdes y dos amarillas alternadas, la del batiente.

## Patrimonio
- Iglesia de San Salvadorː Data de la segunda mitad del siglo XVIII, conservando en su pórtico tres columnas del siglo XVI de la primitiva Iglesia. Su Retablo Mayor, dorado, de estilo barroco del siglo XVIII, cobija en su hornacina central a El Salvador, con las imágenes de Santo Domingo y San Francisco de Asís a los lados. También posee dos retablos rococós, uno de ellos con la imagen del Cristo del Amparo del siglo XVII y el otro con la Virgen de la Nieves.

- Otros lugares de interésː Cabe señalar, cerca del arroyo Salado, La Fuente Buena y El Plantío.

## Servicios
- Bar del Ayuntamiento de Cerecinos del Carrizal
- Consultorio médico
- Biblioteca
- Salón municipal multi-usos
- Frontón con gradas que cuenta con 2 porterías y 1 canasta de baloncesto
- Merendero con mesas y barbacoas
- Iglesia parroquial del Salvador

## Hijos ilustres
- Carlos Pinilla Turiño (1911-1991): abogado español perteneciente al Cuerpo de Abogados del Estado, sindicalista y falangista, Consejero Nacional y procurador a Cortes durante nueve de las diez legislaturas del período franquista.[10] Gobernador civil de las provincias de Zamora y León. Senador de España durante tres legislaturas durante el reinado de Juan Carlos I.

## Fiestas
- Semana Cultural: Promovida por la Asociación Cultural Río Salado, se suele celebrar en la semana que queda en torno a las fechas del 5 de agosto (Nuestra Señora de las Nieves) y 6 de agosto (San Salvador). Durante estos días tienen lugar conferencias, teatro, cine, cuentacuentos, grupos folclóricos, talleres infantiles, pintura mural y competiciones varias.[11]

- Nuestra Señora de la Merced: Su celebración es el día 24 de septiembre y en ella tienen lugar verbenas, atracciones para los niños (castillo inflable, tren panorámico,...), actuaciones de magia, bailes regionales, etc.[12]